# Fjällbrud
Fjällbrud (Saxifraga cotyledon) är en ört i familjen stenbräckeväxter som förekommer naturligt i Skandinaviens fjälltrakter, på sydöstra Island och i Pyrenéerna och Alperna. Fjällbrud är en av Norges två nationalblommor, den andra är ljung.
Fjällbruden blommar vanligen i juli. Den har vita blommor och blomställningen är en sammansatt, grenig klase. Örtens blomskott blir upp till omkring 30 centimeter långa och utgår från basala bladrosetter. De blad som bildar bladrosetten är tungliknande och läderartade och bladkanten är fint sågad med vita tänder. Vid tändernas bas finns tydliga gropar.

## Etymologi
Betydelsen av fjällbrudens artepitet, cotyledon (på grekiska stavat kotyledon, från kotyle), har uttolkats som bland annat "fördjupning" eller "bägare". Det syftar på de gropar som finns på fjällbrudens blad.